# Missões diplomáticas do Japão

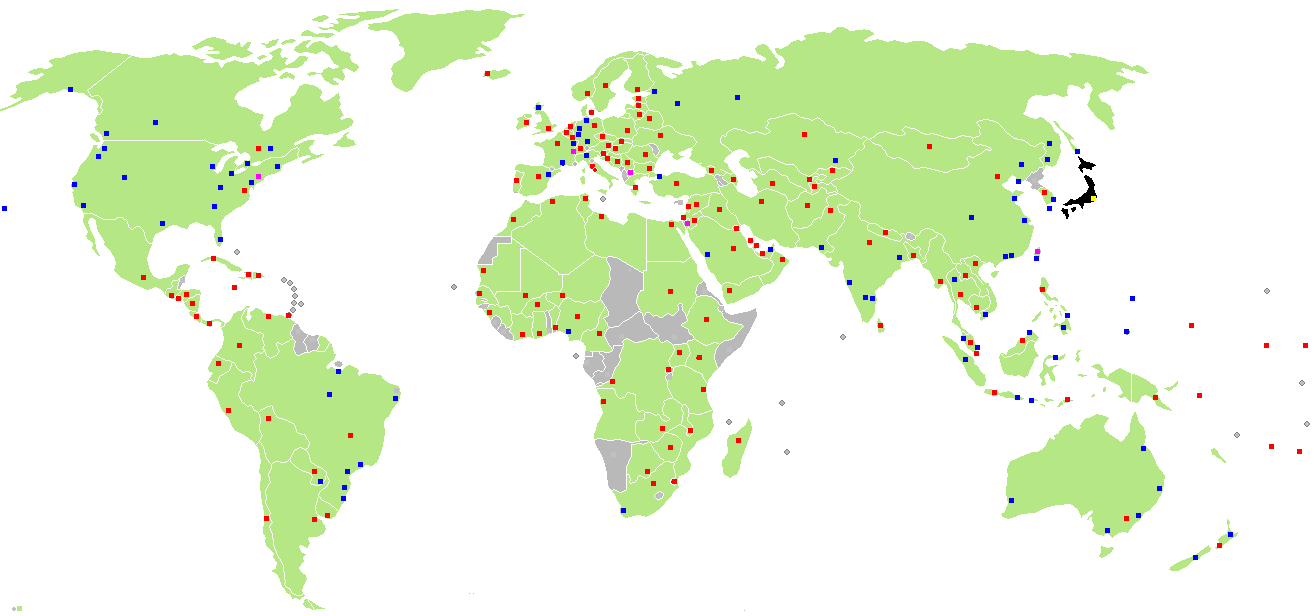
Missões diplomáticas do Japão. incluindo embaixadas (vermelho), consulados (azul) e representações oficiais (rosa)

Abaixo estão listadas as embaixadas e consulados do Japão:

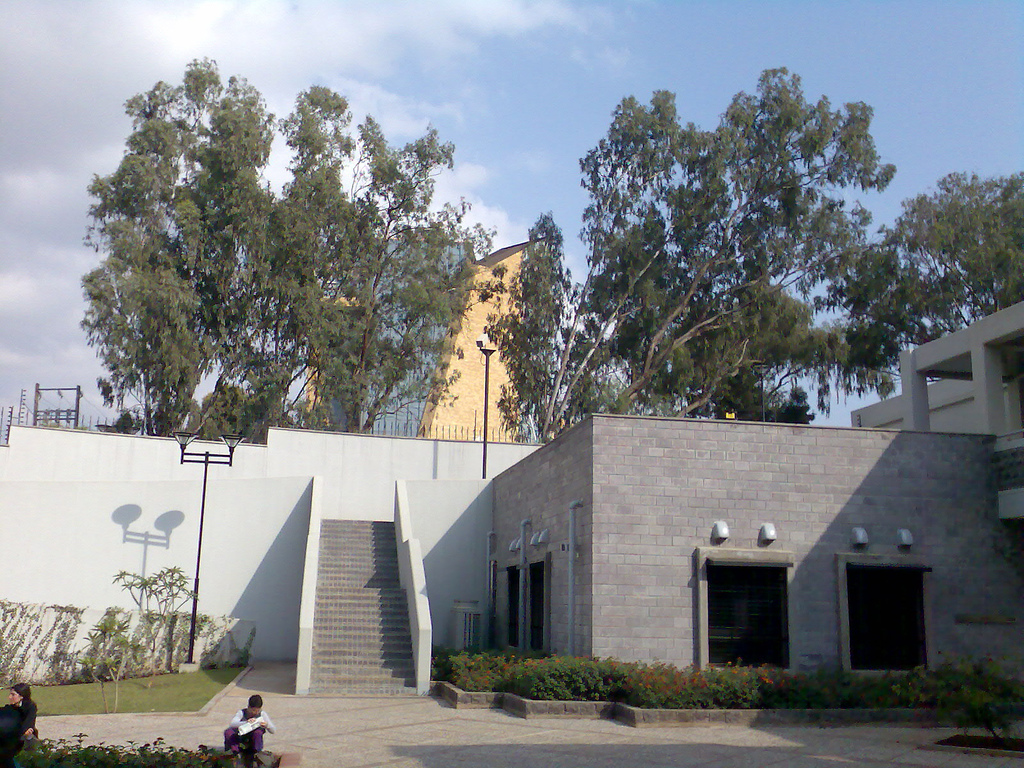
Embaixada em Nairóbi, Quênia

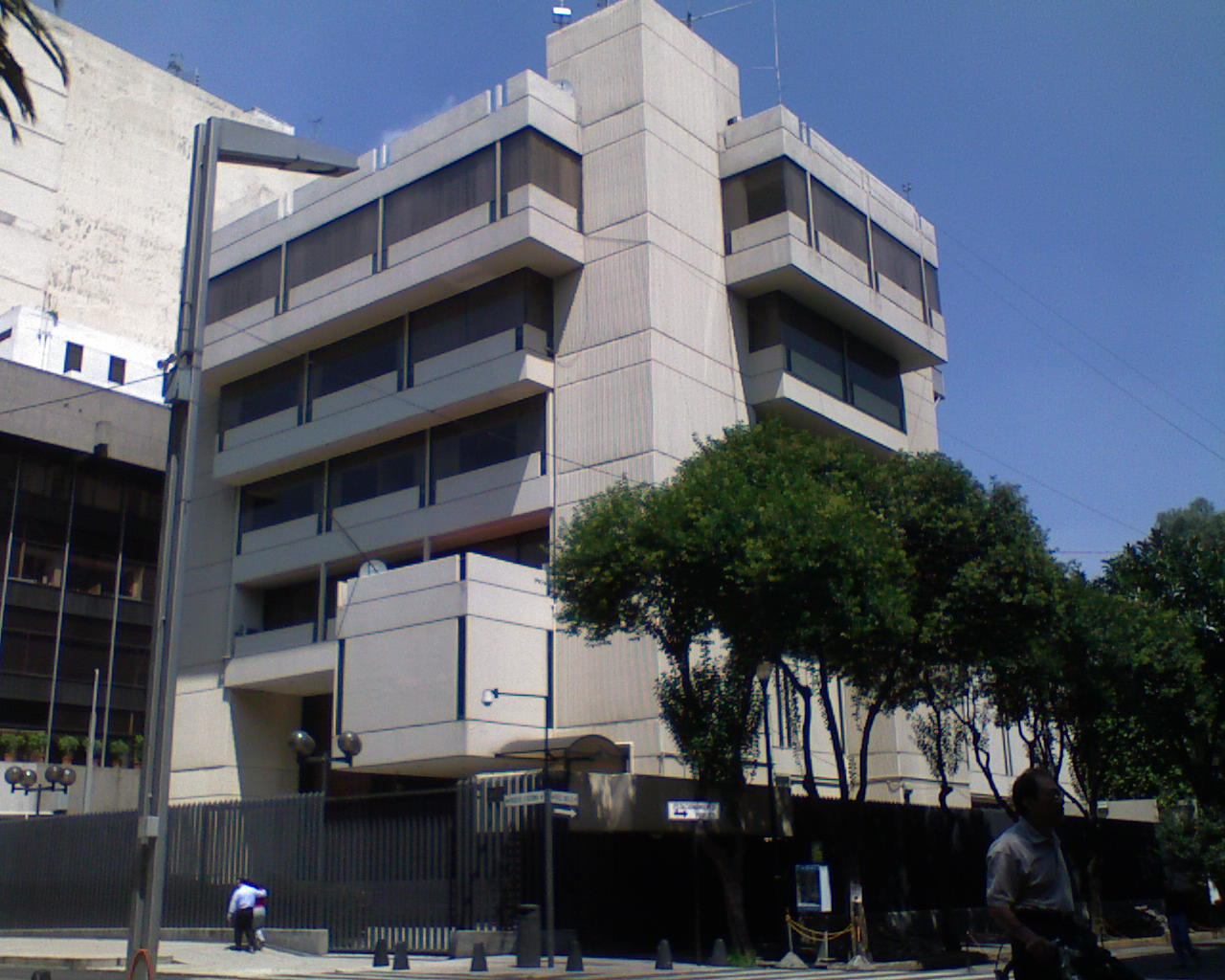
Embaixada na Cidade do México, México

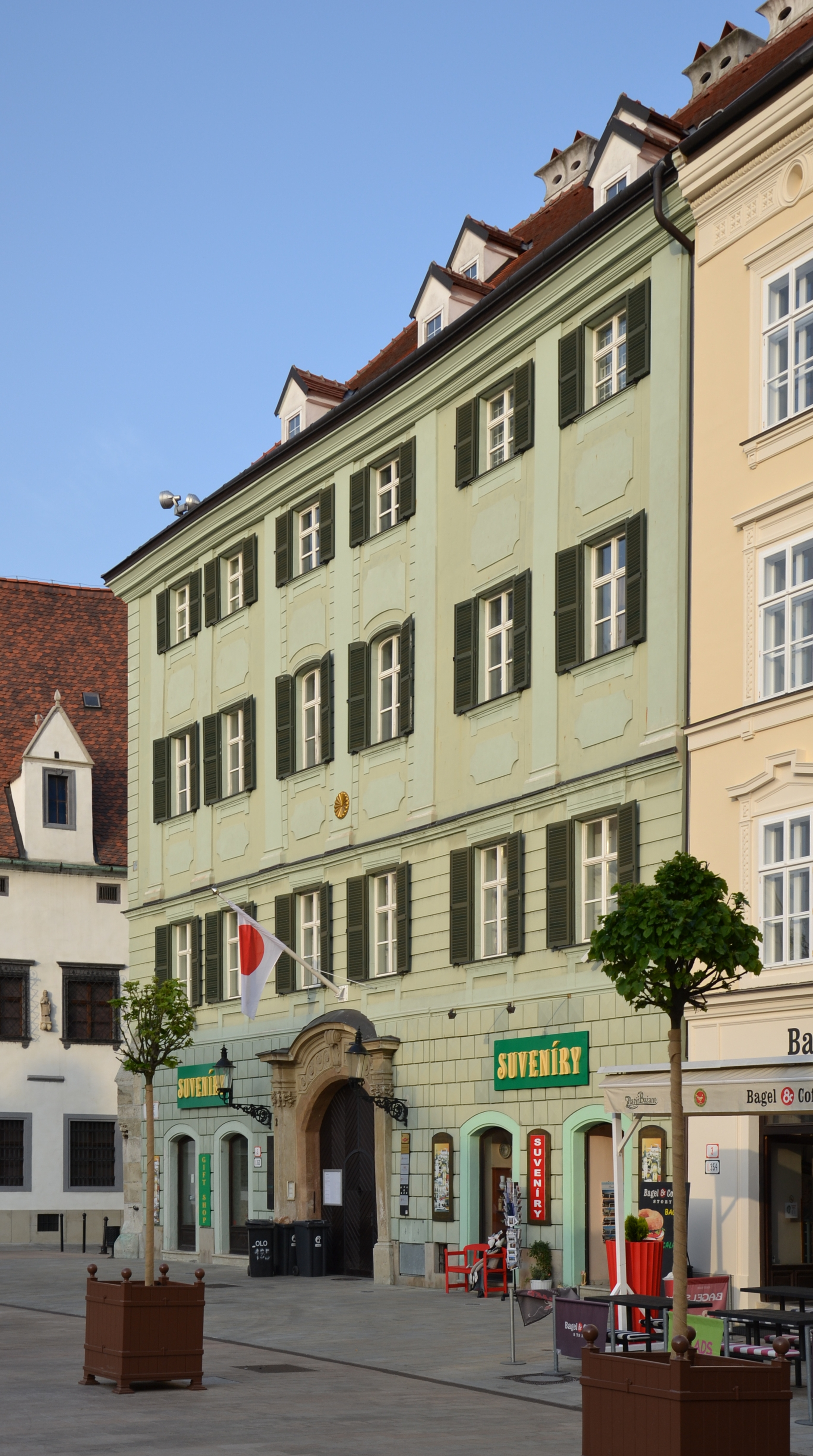
Embaixada em Bratislava, Eslováquia

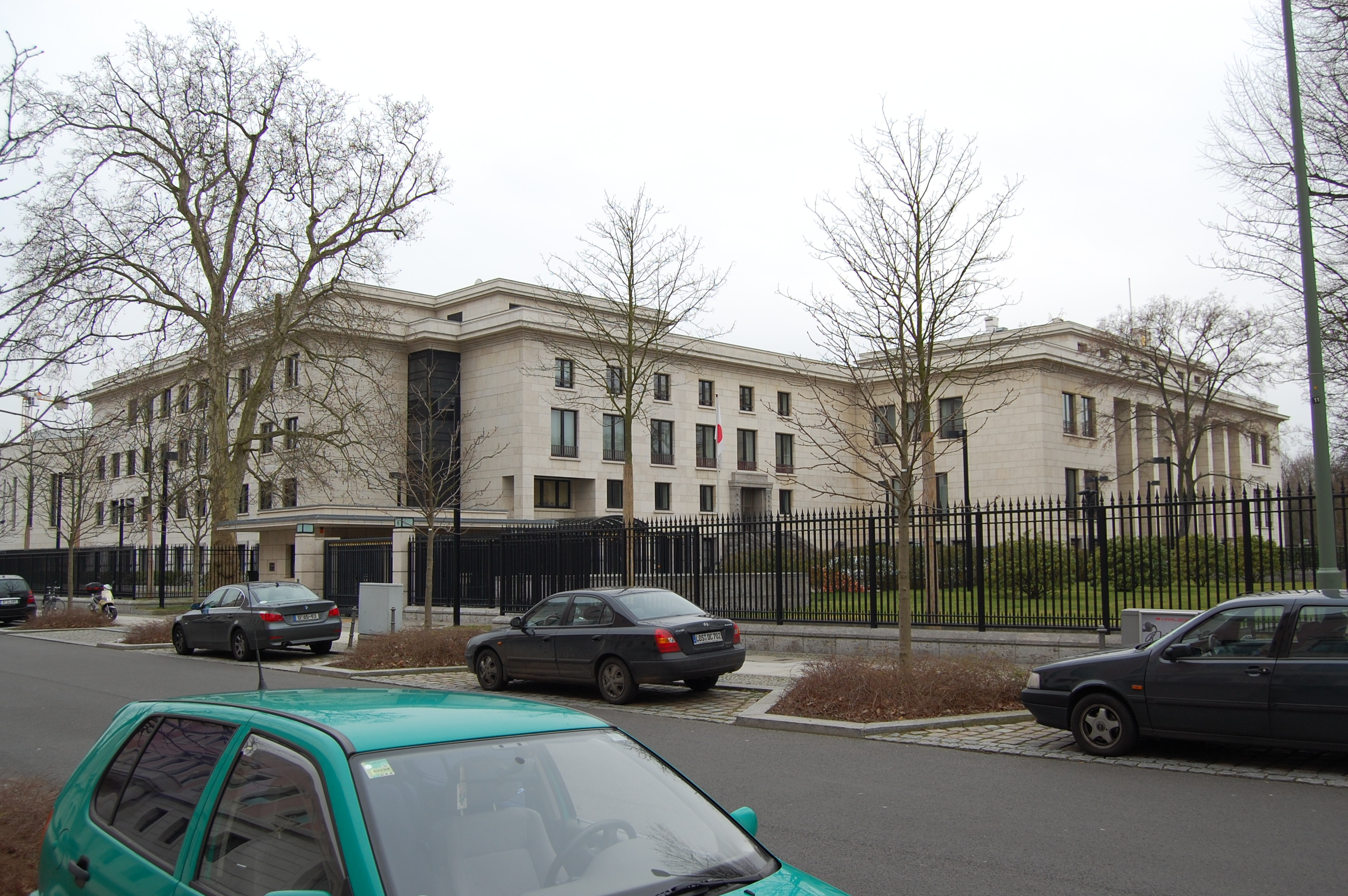
Embaixada em Berlim, Alemanha

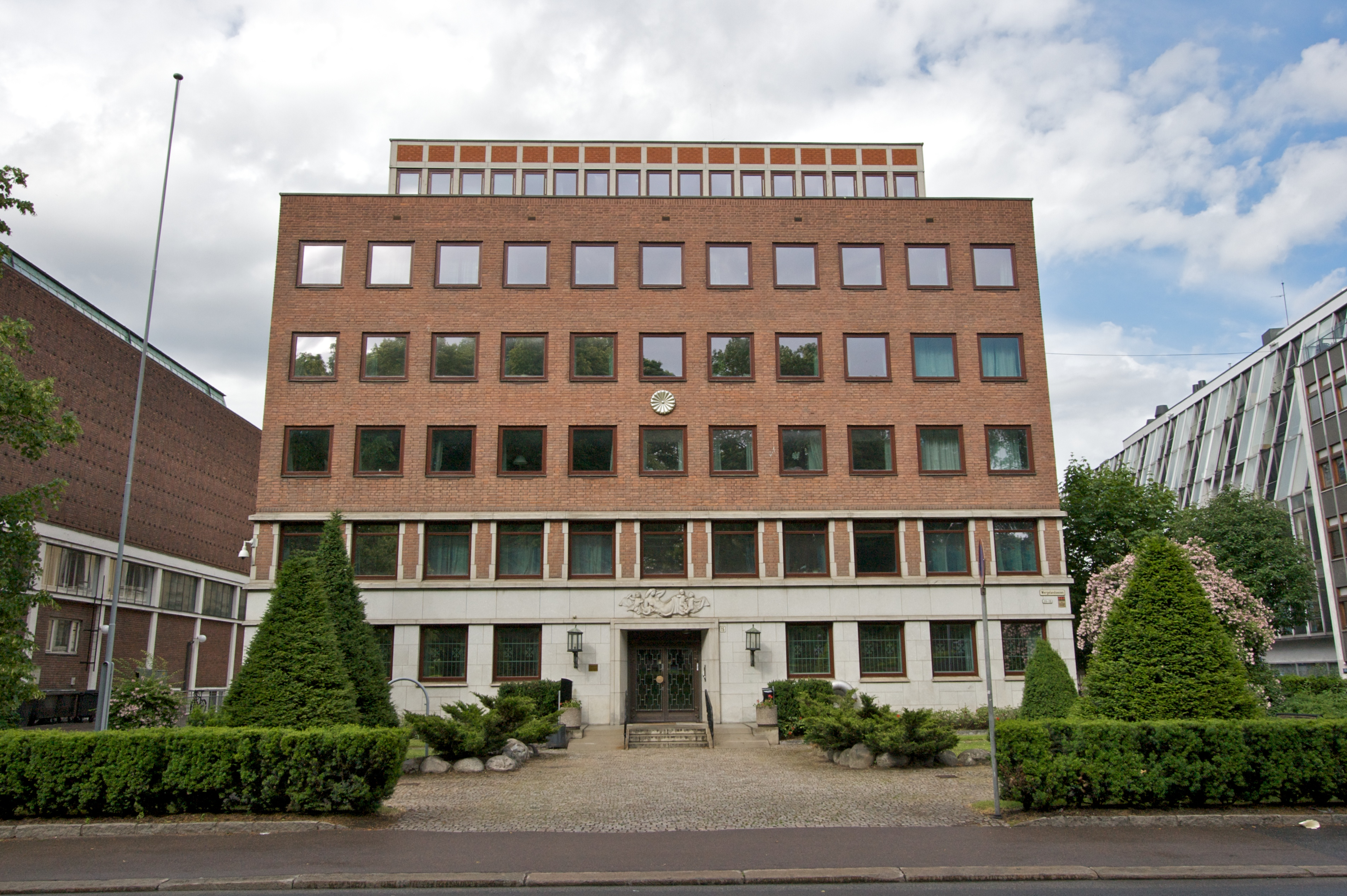
Embaixada em Oslo, Noruega

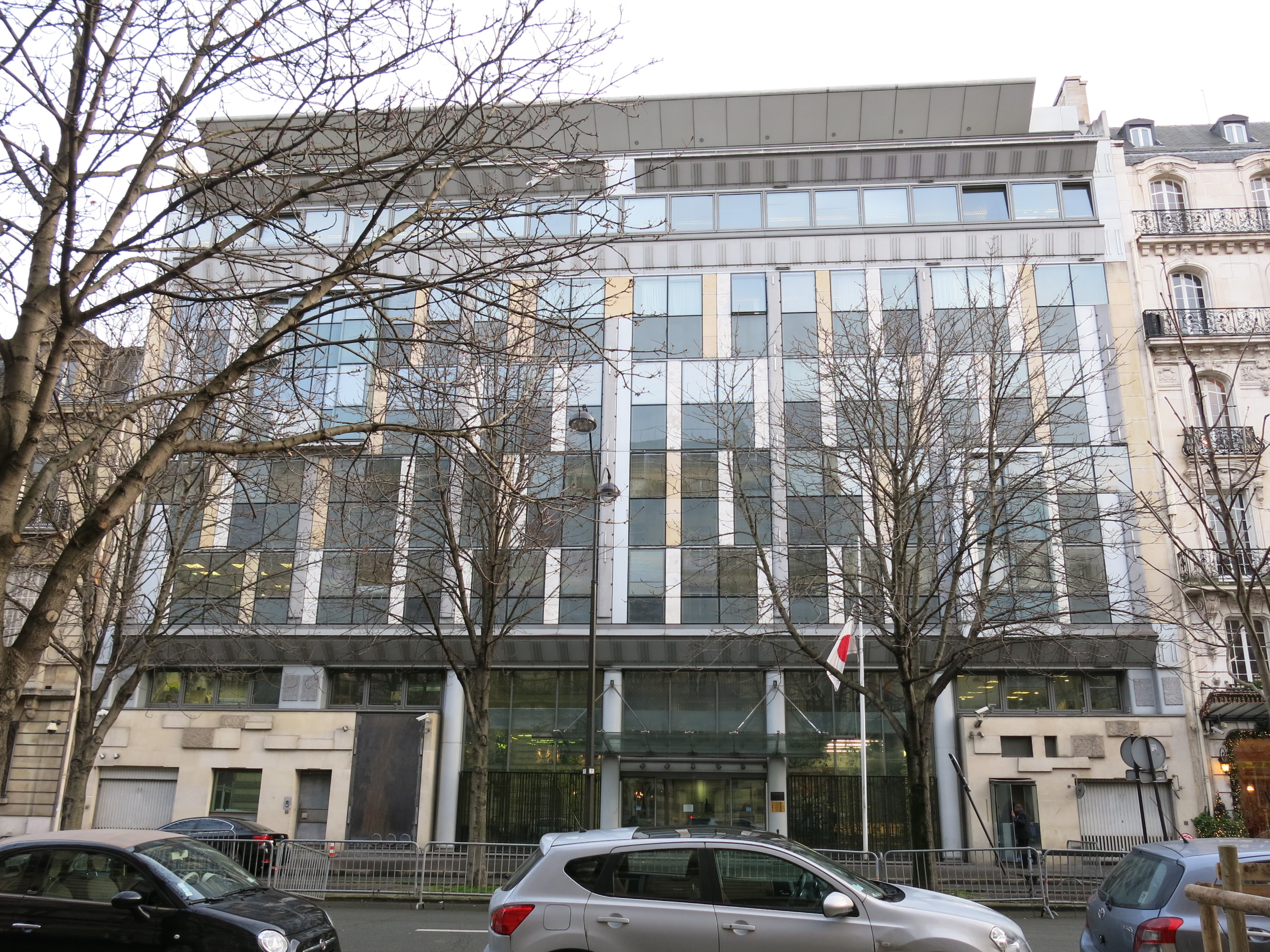
Embaixada em Paris, França

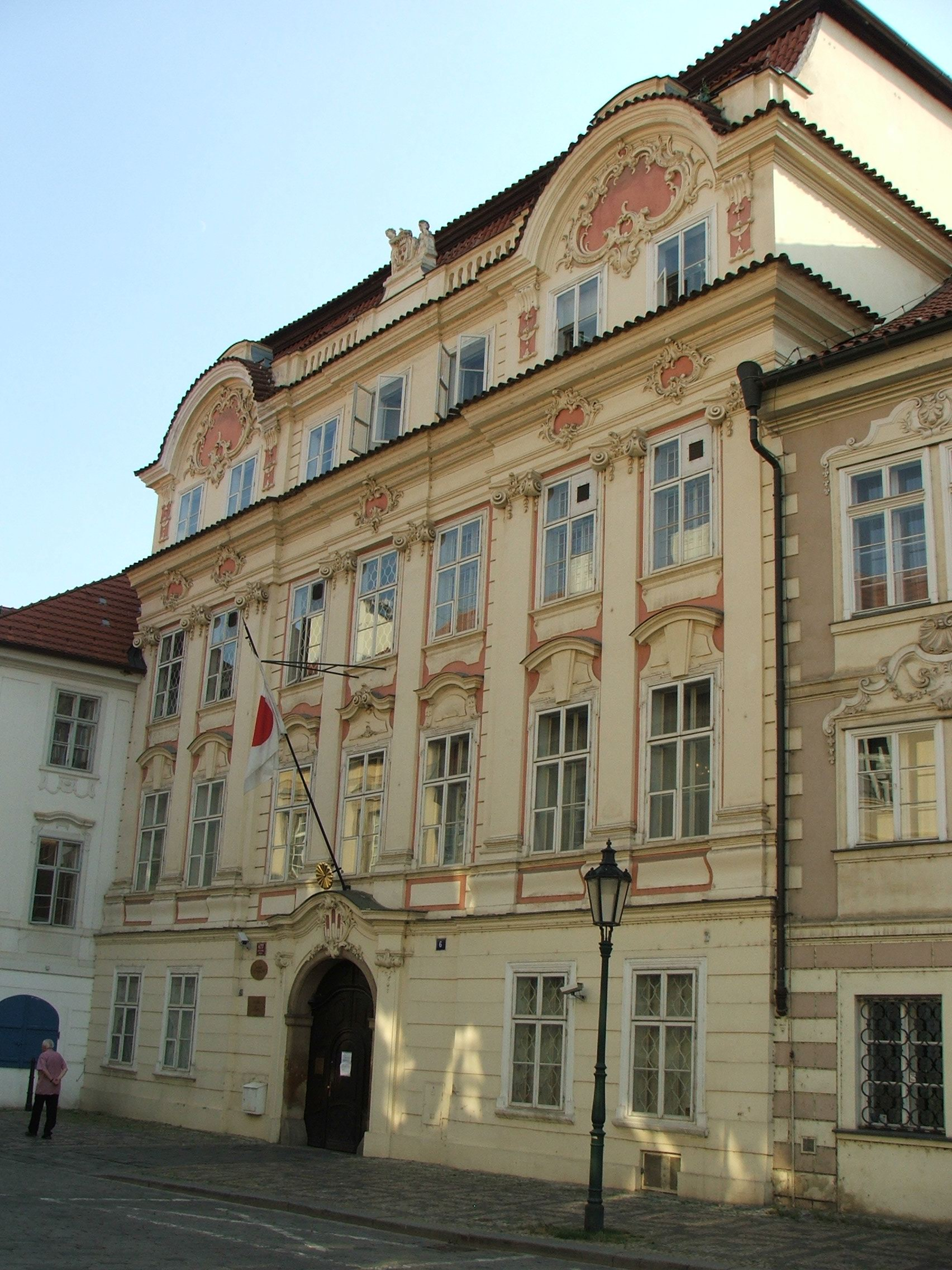
Embaixada em Praga, Tchéquia

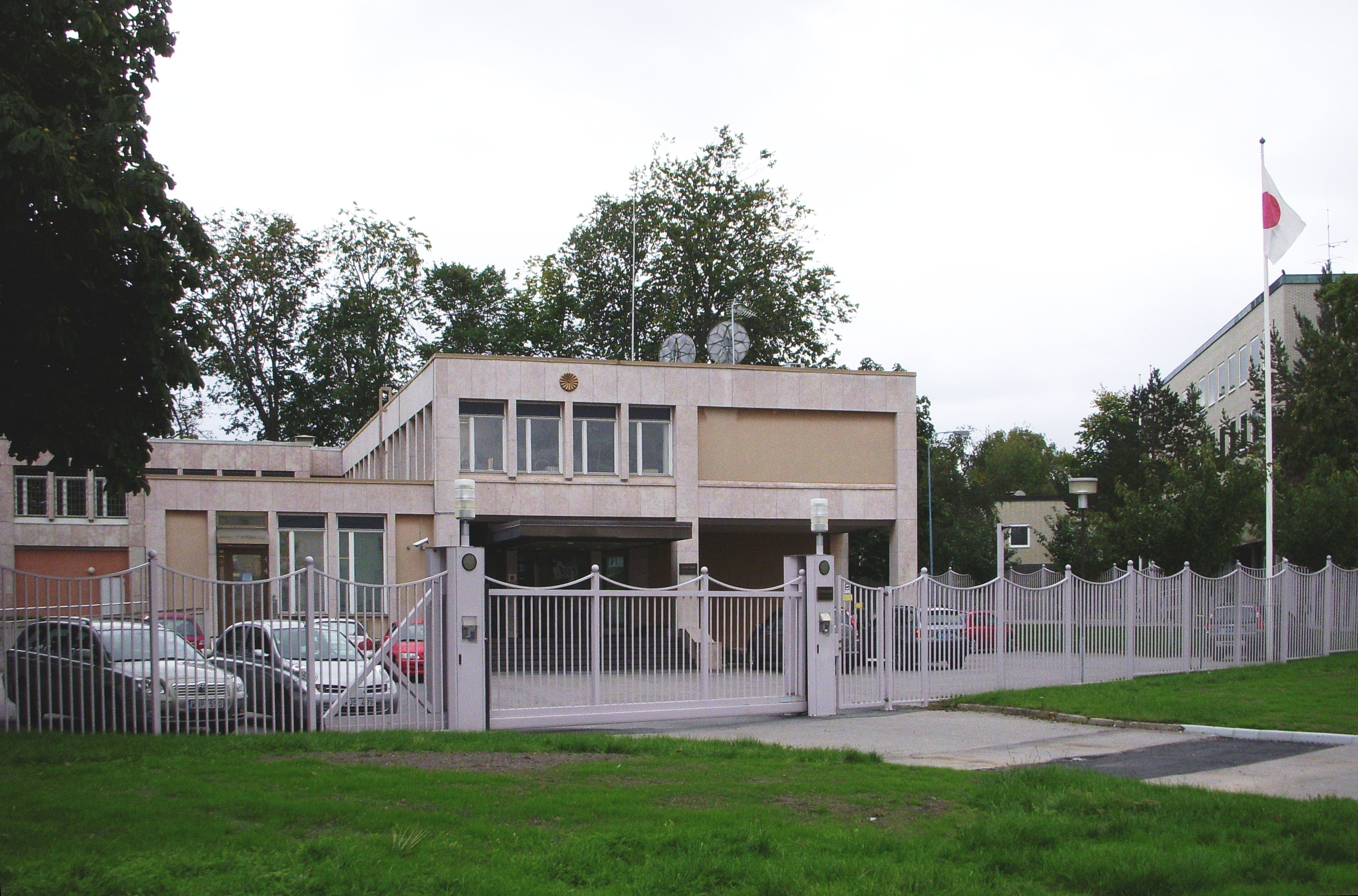
Embaixada em Estocolmo, Suécia

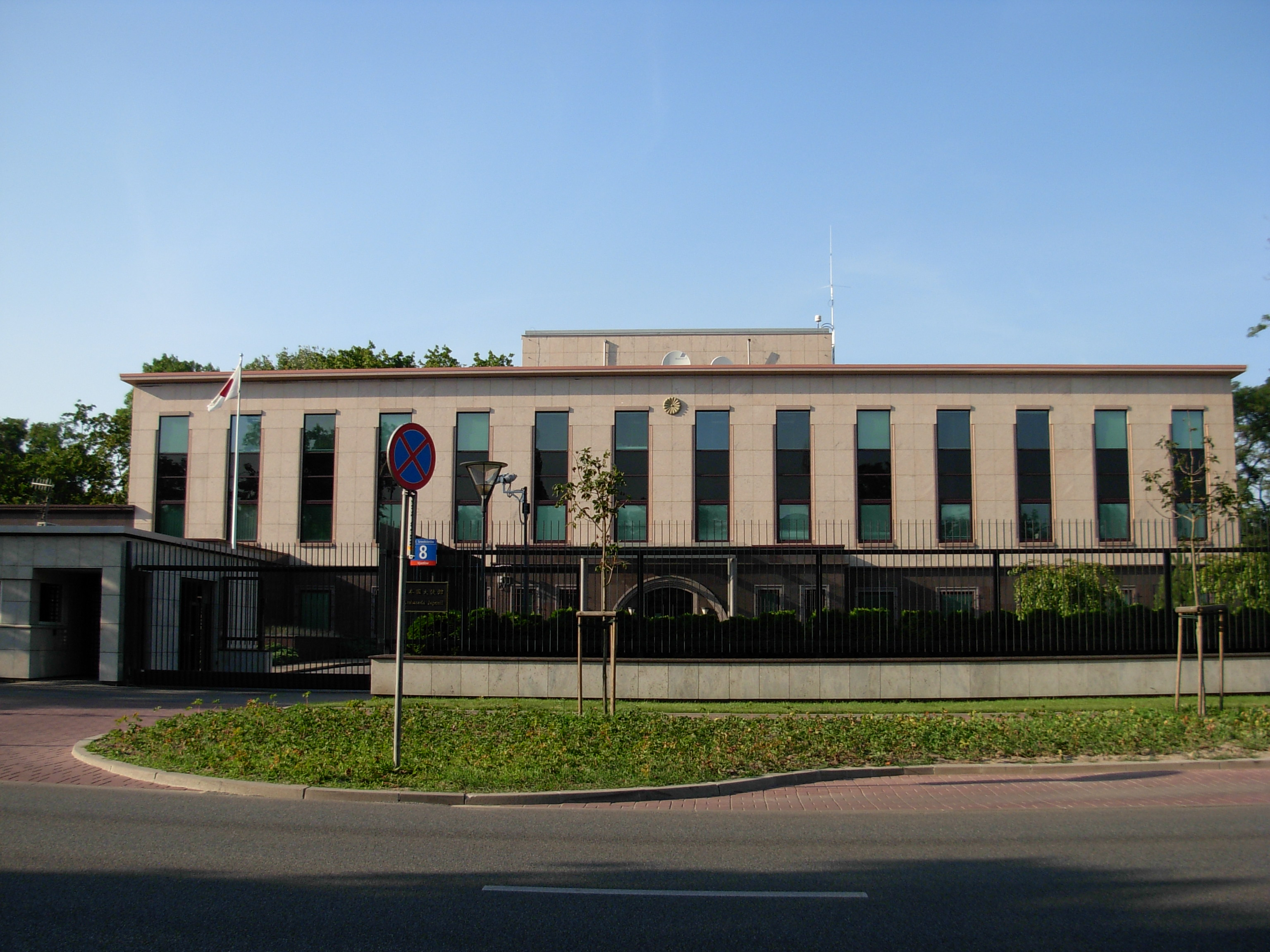
Embaixada em Varsóvia, Polônia

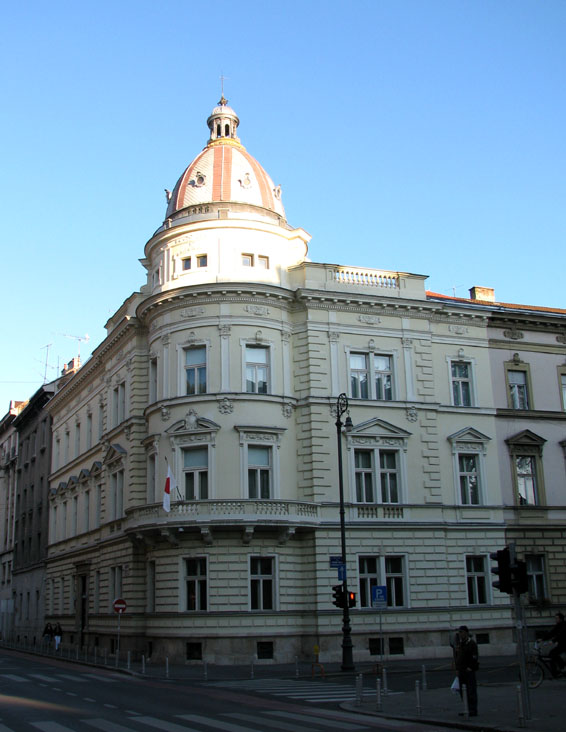
Embaixada em Zagrebe, Croácia

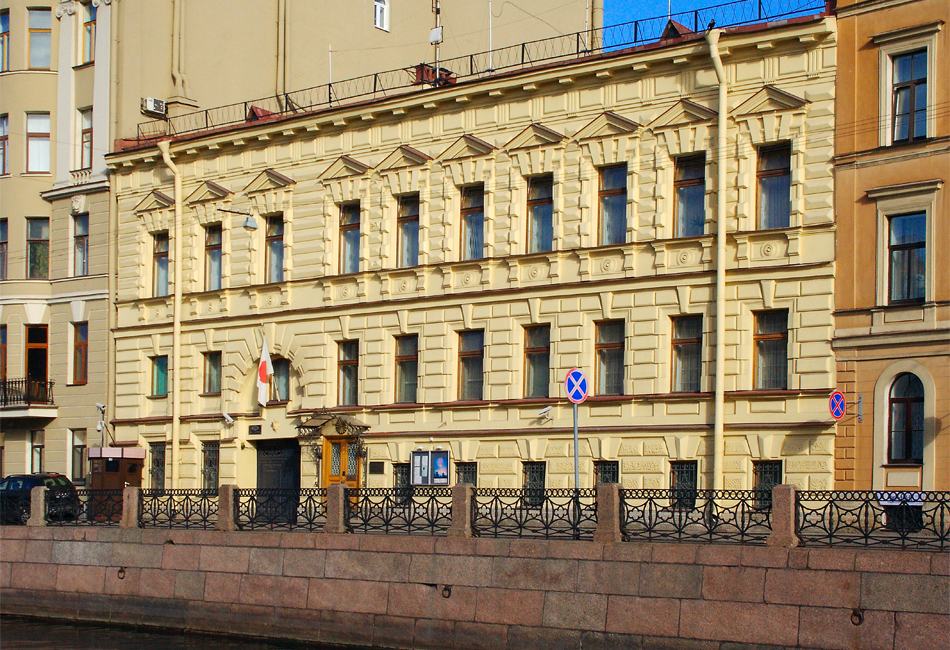
Consulado-geral em São Petersburgo, Rússia

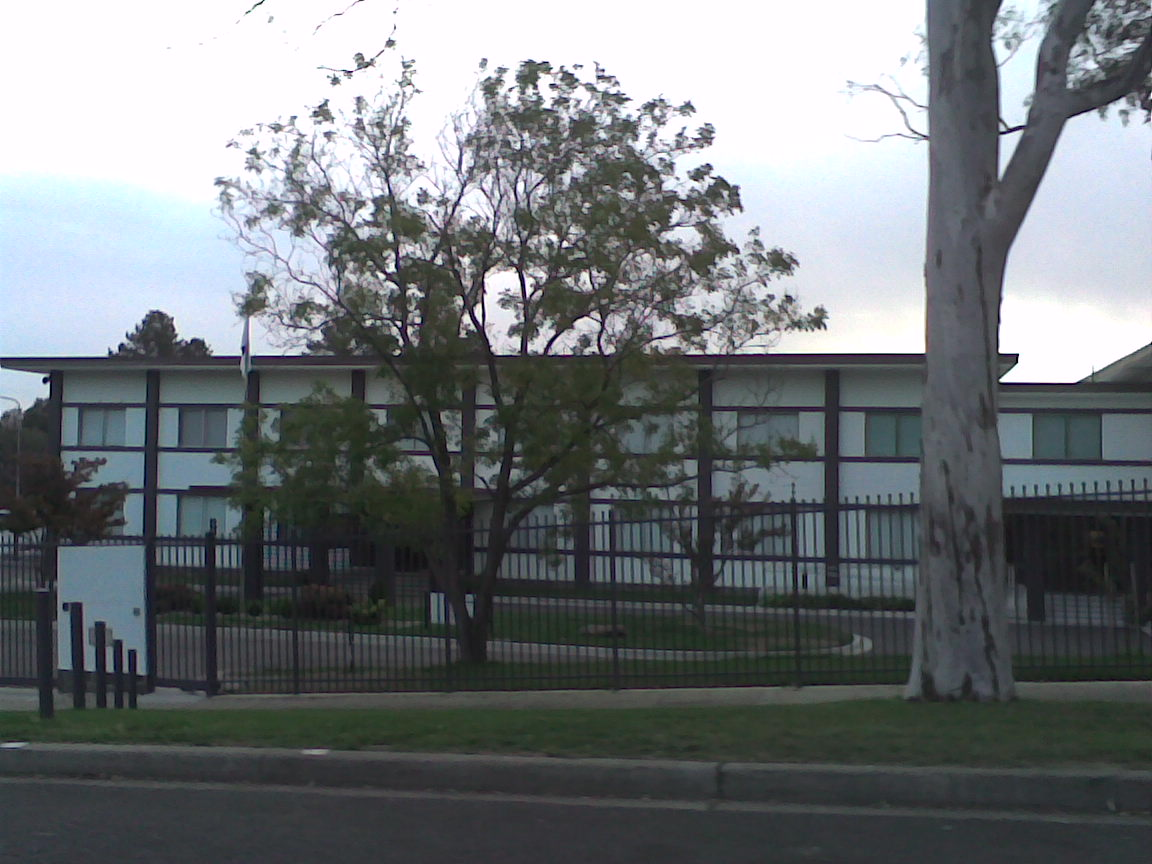
Embaixada em Camberra, Austrália

## África
- África do Sul
  - Pretória (embaixada)
  - Cidade do Cabo (consulado-geral)
- Angola
  - Luanda (embaixada)
- Argélia
  - Argel (embaixada)
- Botswana
  - Gaborone (embaixada)
- Benim
  - Cotonu (embaixada)
- Burquina Fasso
  - Uagadugu (embaixada)
- Camarões
  - Iaundé (embaixada)
- Costa do Marfim
  - Abijã (embaixada)
- Egito
  - Cairo (embaixada)
- Etiópia
  - Adis Abeba (embaixada)
- Gabão
  - Librevile (embaixada)
- Gana
  - Acra (embaixada)
- Guiné
  - Conacri (embaixada)
- Jibuti
  - Jibuti (embaixada)
- Líbia
  - Trípoli (embaixada)
- Madagáscar
  - Antananarivo (embaixada)
- Maláui
  - Lilongué (embaixada)
- Mali
  - Bamaco (embaixada)
- Marrocos
  - Rabate (embaixada)
- Ilhas Maurícias
  - Porto Luís (Embaixada)
- Mauritânia
  - Nuaquexote (embaixada)
- Moçambique
  - Maputo (embaixada)
- Nigéria
  - Abuja (embaixada)
  - Lagos (embaixada oficial)
- Quênia
  - Nairóbi (embaixada)
- República Democrática do Congo
  - Quinxassa (embaixada)
- Ruanda
  - Quigali (embaixada)
- Seicheles
  - Vitória (Embaixada)
- Senegal
  - Dacar (embaixada)
- Sudão
  - Cartum (embaixada)
- Sudão do Sul
  - Juba (Embaixada)
- Tanzânia
  - Dar es Salã (embaixada)
- Tunísia
  - Túnis (embaixada)
- Uganda
  - Campala (embaixada)
- Zâmbia
  - Lusaca (embaixada)
- Zimbábue
  - Harare (embaixada)

## América

### América do Norte
- Canadá
  - Otava (embaixada)
  - Calgary (consulado-geral)
  - Montreal (consulado-geral)
  - Toronto (consulado-geral)
  - Vancuver (consulado-geral)
- Estados Unidos
  - Washington, D.C (embaixada)
  - Atlanta (consulado-geral)
  - Boston (consulado-geral)
  - Chicago (consulado-geral)
  - Denver (consulado-geral)
  - Detroit (consulado-geral)
  - Honolulu (consulado-geral)
  - Houston (consulado-geral)
  - Los Angeles (consulado-geral)
  - Miami (consulado-geral)
  - Nashville (consulado-geral)
  - Nova Iorque (consulado-geral)
  - Portland (consulado-geral)
  - San Francisco (consulado-geral)
  - Seattle (consulado-geral)
  - Tamuning, Guam (consulado-geral)
  - Anchorage (consulado oficial)
  - Saipan (consulado oficial)
- México
  - Cidade do México (embaixada)

### América Central e Caribe
- Costa Rica
  - São José (embaixada)
- Cuba
  - Havana (embaixada)
- El Salvador
  - São Salvador (embaixada)
- Guatemala
  - Cidade da Guatemala (embaixada)
- Haiti
  - Porto Príncipe (embaixada)
- Honduras
  - Tegucigalpa (embaixada)
- Jamaica
  - Kingston (embaixada)
- República Dominicana
  - São Domingos (embaixada)

### América do Sul
- Argentina
  - Buenos Aires (embaixada)
- Bolívia
  - La Paz (embaixada)
- Brasil
  - Brasília (embaixada)
  - Belém (consulado)
  - Curitiba (consulado-geral)
  - Manaus (consulado-geral)
  - Recife (consulado-geral)
  - Rio de Janeiro (consulado-geral)
  - São Paulo (consulado-geral)
  - Porto Alegre (escritório consular)
- Chile
  - Santiago (embaixada)
- Colômbia
  - Bogotá (embaixada)
- Equador
  - Quito (embaixada)
- Nicarágua
  - Manágua (embaixada)
- Panamá
  - Cidade do Panamá (embaixada)
- Paraguai
  - Assunção (embaixada)
  - Encarnación (consulado)
- Peru
  - Lima (embaixada)
- Trinidad e Tobago
  - Porto de Espanha (embaixada)
- Uruguai
  - Montevidéu (embaixada)
- Venezuela
  - Caracas (embaixada)

## Ásia
- Afeganistão
  - Cabul (embaixada)
- Arábia Saudita
  - Riade (embaixada)
  - Gidá (consulado-geral)
- Bangladexe
  - Daca (embaixada)
- Barém
  - Manama (embaixada)
- Brunei
  - Bandar Seri Begauã (embaixada)
- Camboja
  - Penome Pene (embaixada)
- Catar
  - Doa (embaixada)
- Cazaquistão
  - Astana (embaixada)
- China
  - Pequim (embaixada)
  - Xunquim (consulado-geral)
  - Cantão (consulado-geral)
  - Honguecongue (consulado-geral)
  - Xangai (consulado-geral)
  - Shenyang (consulado-geral)
- Coreia do Sul
  - Seul (embaixada)
  - Busan (consulado-geral)
  - Jeju (consulado-geral)
- Cuaite
  - Cidade do Cuaite (embaixada)
- Emirados Árabes Unidos
  - Abu Dabi (embaixada)
  - Dubai (consulado-geral)
- Filipinas
  - Manila (embaixada)
  - Cebu (consulado oficial)
  - Davao (consulado oficial)
- Iêmen
  - Saná (embaixada)
- Índia
  - Nova Déli (embaixada)
  - Chenai (consulado-geral)
  - Calcutá (consulado-geral)
  - Bombaim (consulado-geral)
  - Bangalor (consulado)
- Indonésia
  - Jacarta (embaixada)
  - Dempassar (consulado-geral)
  - Macáçar (consulado-geral)
  - Medã (consulado-geral)
  - Surabaia (consulado-geral)
- Irão
  - Teerã (embaixada)
- Iraque
  - Bagdá (embaixada)
- Israel
  - Telavive (embaixada)
- Jordânia
  - Amã (embaixada)
- Laos
  - Vientiane (embaixada)
- Líbano
  - Beirute (embaixada)
- Malásia
  - Kuala Lumpur (embaixada)
  - Kota Kinabalu (consulado-geral)
  - Penão (consulado-geral)
  - Jor Baru (consulado oficial)
- Myanmar
  - Rangum (embaixada)
- Mongólia
  - Ulã Bator (embaixada)
- Nepal
  - Catmandu (embaixada)
- Omã
  - Mascate (embaixada)
- Palestina
  - Ramala (representação oficial)
- Paquistão
  - Islamabade (embaixada)
  - Carachi (consulado-geral)
- Quirguistão
  - Bisqueque (embaixada)
- Seri Lanca
  - Colombo (embaixada)
- Singapura
  - Singapura (embaixada)
- Síria
  - Damasco (embaixada)
- Tailândia
  - Bancoque (embaixada)
  - Chiang Mai (consulado-geral)
- Tajiquistão
  - Duxambé (embaixada)
- Timor-Leste
  - Díli (embaixada)
- Turcomenistão
  - Asgabate (embaixada)
- Uzbequistão
  - Tasquente (embaixada)
- Vietname
  - Hanói (embaixada)

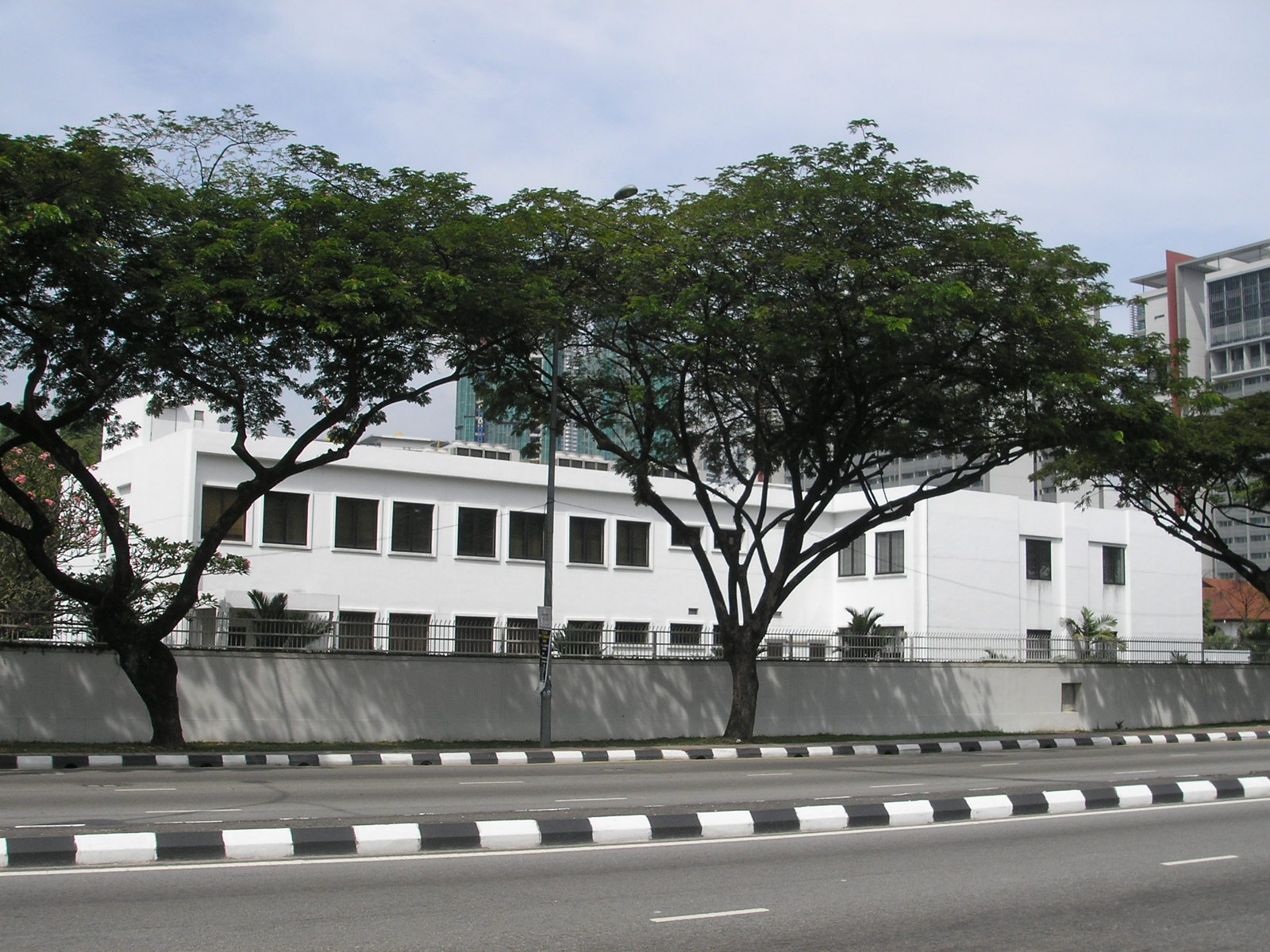
Embaixada em Kuala Lumpur, Malásia

  - Cidade de Ho Chi Minh (consulado-geral)

## Europa
- Alemanha
  - Berlim (embaixada)
  - Dusseldórfia (consulado-geral)
  - Francoforte (consulado-geral)
  - Hamburgo (consulado-geral)
  - Munique (consulado-geral)
- Áustria
  - Viena (embaixada)
- Azerbaijão
  - Bacu (embaixada)
- Bélgica
  - Bruxelas (embaixada)
- Bielorrússia
  - Minsque (embaixada)
- Bósnia e Herzegovina
  - Saraievo (embaixada)
- Bulgária
  - Sófia (embaixada)
- Chéquia
  - Praga (embaixada)
- Croácia
  - Zagrebe (embaixada)
- Dinamarca
  - Copenhague (embaixada)
- Eslováquia
  - Bratislava (embaixada)
- Eslovênia
  - Liubliana (embaixada)
- Espanha
  - Madri (embaixada)
  - Barcelona (consulado-geral)
- Estónia
  - Taline (embaixada)
- Finlândia
  - Helsínquia (embaixada)
- França
  - Paris (embaixada)
  - Marselha (consulado-geral)
  - Estrasburgo (consulado-geral)
- Geórgia
  - Tiblíssi (embaixada)
- Grécia
  - Atenas (embaixada)
- Hungria
  - Budapeste (embaixada)
- Irlanda
  - Dublim (embaixada)
- Islândia
  - Reiquiavique (embaixada)
- Itália
  - Roma (embaixada)
  - Milão (consulado-geral)
- Letônia
  - Riga (embaixada)
- Lituânia
  - Vilnius (embaixada)
- Luxemburgo
  - Luxemburgo (embaixada)
- Noruega
  - Oslo (embaixada)
- Países Baixos
  - Haia (embaixada)
- Polónia
  - Varsóvia (embaixada)
- Portugal
  - Lisboa (embaixada)
- Reino Unido
  - Londres (embaixada)
  - Edimburgo (consulado-geral)
- Roménia
  - Bucareste (embaixada)
- Rússia
  - Moscou (embaixada)
  - Khabarovsk (consulado-geral)
  - São Petersburgo (consulado-geral)
  - Vladivostoque (consulado-geral)
  - Ecaterimburgo (consulado-geral)
  - Iujno-Sakhalinsk (consulado-geral)
- Santa Sé
  - Cidade do Vaticano (embaixada)
- Sérvia
  - Belgrado (embaixada)
- Suécia
  - Estocolmo (embaixada)
- Suíça 
  - Berna (embaixada)
  - Genebra (consulado-geral)
- Turquia
  - Ancara (embaixada)
  - Istambul (consulado-geral)
- Ucrânia
  - Kiev (embaixada)

## Oceania
- Austrália
  - Camberra (embaixada)
  - Cairns (consulado-geral)
  - Brisbane (consulado-geral)
  - Melbourne (consulado-geral)
  - Perth (consulado-geral)
  - Sydney (consulado-geral)
- Estados Federados da Micronésia
  - Pohnpei (consulado-geral)
- Fiji
  - Suva (consulado-geral)
- Ilhas Marshall
  - Majuro (consulado-geral)
- Ilhas Salomão
  - Honiara (embaixada)
- Nova Zelândia
  - Wellington (embaixada)
  - Auckland (consulado-geral)
  - Christchurch (consulado oficial)
- Palau
  - Koror (embaixada)
- Papua-Nova Guiné
  - Porto Moresby (embaixada)
- Tonga
  - Nucualofa (embaixada)

## Organizações multilaterais
- Bruxelas (delegação ante a União Europeia)
- Geneva (delegação ante organizações internacionais)
- Montreal (delegação ante a Organização da Aviação Civil Internacional)
- Nova Iorque (missão permanente ante as Nações Unidas)
- Paris (delegações ante a OECD e UNESCO)
- Viena (missão permanente ante organizações internacionais)